# Sisajonol
Le Sisajonol (시사저널) est un magazine sud-coréen de centre-gauche.

## Historique
Il a joué un rôle actif dans la démocratisation de la Corée du Sud depuis 1987.